# Каркасон (регбийный клуб)
Юньон Спортив Каркасонез XV (фр. Union sportive carcassonnaise XV) — французский регбийный клуб из Каркасона, выступающий во второй по силе лиге страны, Про Д2. Клуб основан в 1899 году. Команда играет на стадионе «Стад Альбер-Домек», вмещающем 11 тысяч зрителей. Традиционные цвета — чёрный и жёлтый. Наивысшим достижением команды в национальном чемпионате является выход в финал первенства в 1925 году.

## Достижения
- Чемпионат Франции:
  - Финалисты: 1925

- Федераль 1:
  - Победитель: 2010

- Федераль 2:
  - Победитель: 2008

- Второй дивизион:
  - Победитель: 1975

- Третий дивизион:
  - Победитель: 1966

- Оннёр (Четвёртый дивизион):
  - Победитель: 1951

## Состав
Сезон 2013/14.

## Известные игроки
| - Аюла Эринле - / Кристофер Хильзенбек - Шалва Мамукашвили - Матьё Сидр - Ги Жаннар - Аарон Бэнкрофт - Овидиу Тоница - Джош Татупу - Санале Вавае Туилаги - Алоисио Бутонидуалеву - Пьер Агийон - Даниэль Бюстаффа | - Пьер Кайе - Седрик Дебросс - Поль Жюффруа - Жоэль Коффи - Карим Куйде - Кристиан Лаби - Антуан Лекальмель - Янник Н’Гог - Пьер Саби - Франсуа Тиссо - Франк Турнер - Антуан Виньо-Тюке - Андре Преториус |